# Marienkrankenhaus Kassel

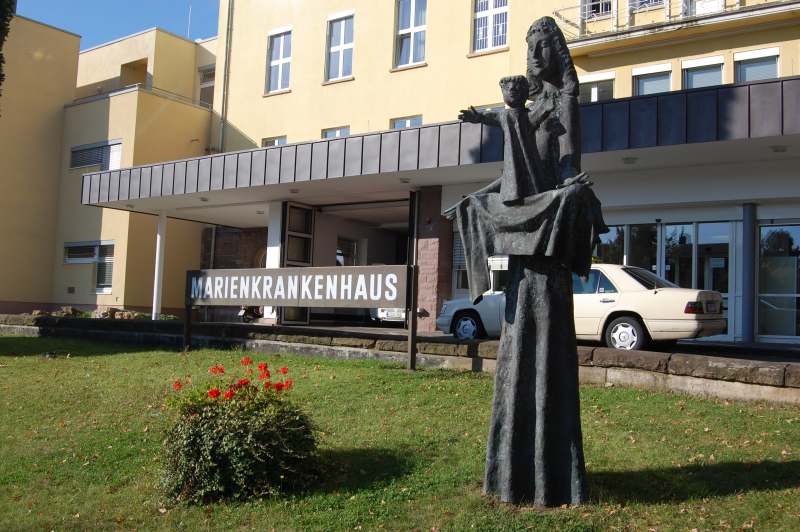
Marienskulptur von Bernhard Kleinhans vor dem Marienkrankenhaus Kassel

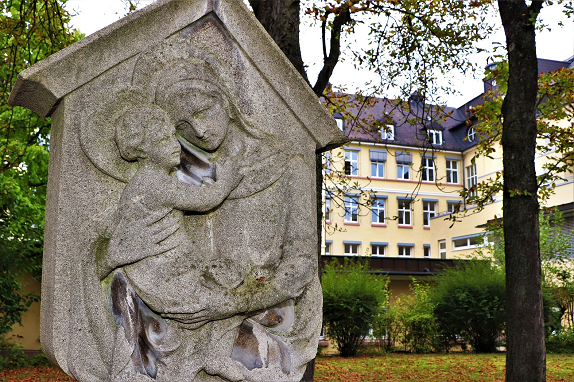
Marienbildstock im Klinikgarten des Marienkrankenhaus Kassel, der den Bombenangriff 1943 auf die Klinik im Zweiten Weltkrieg unbeschädigt überstanden hat, während das Krankenhaus fast vollständig zerstört wurde.

Die Marienkrankenhaus Kassel gGmbH ist ein Unternehmen der St. Vinzenz gGmbH Fulda, mit den Betriebsstätten Marienkrankenhaus Kassel und dem St. Elisabeth-Krankenhaus Volkmarsen.
Das Marienkrankenhaus Kassel ist Akademisches Lehrkrankenhaus der Universitätsmedizin Göttingen.
Das Marienkrankenhaus Kassel ist ein Haus der Grund- und Regelversorgung mit den Schwerpunkten Pneumologie, Beatmungsmedizin, Allgemeine Innere Medizin, Gastroenterologie, Allgemein- und Viszeralchirurgie, Gefäßchirurgie und Wirbelsäulenchirurgie. Innerhalb dieses Fachspektrums gibt es eine Reihe von zertifizierten Zentren wie das Adipositaszentrum Nordhessen, das Hernienzentrum, das Schlafmedizinische Zentrum, Zentren der Beatmungsmedizin sowie das Palliativmedizinische Zentrum und das Diabeteszentrum. Zudem sind im Marienkrankenhaus Kassel Belegabteilungen und Praxen für Unfallchirurgie, Gynäkologie, Gastroenterologie und Hals-Nasen-Ohren-Heilkunde ansässig.
Mit den Barmherzigen Schwestern, den Vinzentinerinnen, sorgen sich insgesamt ca. 550 Mitarbeiter um das Wohl von jährlich ca. 13.000 vollstationär behandelten Patienten. Hinzu kommen mehrere tausend Patienten, die rund um die Uhr ambulant versorgt werden.

## Geschichte
Gegründet wurde das Marienkrankenhaus in Kassel vom Eisenbahnwaggonfabrikanten Peter Wegmann zur Versorgung seiner Arbeiterschaft. Das Krankenhaus nahm im Januar 1913 mit den Fachabteilungen Chirurgie, Frauenheilkunde und HNO die Arbeit auf. Es folgten die Innere Medizin, Urologie und Augenheilkunde als weitere medizinische Disziplinen. Im Ersten Weltkrieg wurde das Marienkrankenhaus als Lazarett genutzt, nach Kriegsende wurden die Arbeit in den alten Fachabteilungen fortgeführt.
Im Zweiten Weltkrieg wurde das Klinikgebäude fast komplett zerstört. Die Patientenversorgung fand seinerzeit im benachbarten Luftschutzbunker statt. Nach Ende des Zweiten Weltkriegs wurde das Marienkrankenhaus Kassel wiederaufgebaut, regelmäßig erweitert und modernisiert. Pünktlich zur 100-Jahr-Feier im Jahr 2013 wurde der Empfangsbereich komplett erneuert und ein Bistro fertiggestellt.
- 2014 wurden weitere Klinikbereiche saniert und neue Räumlichkeiten für das Belegungsmanagement geschaffen.
- Am 1. Januar 2014 folgte die Fusionierung der St. Elisabeth-Krankenhaus Volkmarsen gGmbH mit der Marienkrankenhaus Kassel gGmbH. Die Marienkrankenhaus Kassel gGmbH als Gesellschaft der St. Vinzenz Krankenhaus gGmbH Fulda ist seither Träger der beiden Kliniken.
- Im Winter 2015/2016 ging ein Klinikanbau mit Neurochirurgischer und Neurologischer Praxis sowie Räumen für die ambulante Physiotherapie, dem Schlaflabor mit erweiterten Kapazitäten sowie einer Stationserweiterung mit modernen Wahlleistungszimmern in Betrieb.

Im Winter 2020 wurde das Medizinische Gesundheitszentrum auf dem Klinikgelände fertiggestellt. Seit Januar 2021 steht den Patienten im neuen MVZ des Marienkrankenhauses Kassel in der Marburger Straße 85/85a in Kassel in unmittelbarer Nähe zur Klinik ein Angebot zur ambulanten medizinischen Versorgung zur Verfügung.

## Fachbereiche der Klinik

### Fachkliniken
- Klinik für Allgemeine Innere Medizin, Angiologie und Diabetologie
- Klinik für Pneumologie
- Klinik für Infektiologie
- Klinik für Allgemein- und Viszeralchirurgie
- Klinik für Endokrine Chirurgie
- Klinik für Gastroenterologie
- Klinik für Kolo-Proktologie
- Klinik für Anästhesie und Schmerztherapie
- Klinik für internistische Intensivmedizin

### Medizinische Zentren
- Adipositaszentrum Nordhessen
- Hernienzentrum
- Schlafmedizinisches Zentrum
- Refluxzentrum Nordhessen
- Luftnotzentrum
- Zentrum für Heimbeatmung
- Weaningzentrum
- Diabeteszentrum
- Palliativmedizinisches Zentrum

## Weiteres medizinisches Angebot

### Belegärzte und Praxen
- Belegabteilung Hals-Nasen-Ohren-Heilkunde
- Belegabteilung Gynäkologie
- Gefäßchirurgie
- Praxis für Unfallchirurgie
- Praxis für Gastroenterologie
- Praxis für Wirbelsäulenchirurgie und Neurochirurgie
- Medizinisches Versorgungszentrum (MVZ) mit chirurgischem Schwerpunkt